# Gifu
Gifu (岐阜市?, Gifu-shi) è una città del Giappone, capoluogo della prefettura omonima sull'isola di Honshū. Nel 2019 la città contava circa 400 000 abitanti.

## Amministrazione

### Gemellaggi
- Firenze, Italia
- Hangzhou, Cina
- Campinas, Brasile
- Cincinnati, Stati Uniti d'America
- Vienna, Austria
- Thunder Bay, Canada

### In Giappone
Città membro dell'Associazione Oda Nobunaga di cui fanno parte le seguenti municipalità:
- Ōgaki (prefettura di Gifu)
- Anpachi (prefettura di Gifu)
- Kiyosu (prefettura di Aichi)
- Komaki (prefettura di Aichi)
- Nagoya (prefettura di Aichi)
- Azuchi (successivamente diventati Ōmihachiman, prefettura di Shiga)
- Takashima (prefettura di Shiga)
- Echizen (prefettura di Fukui)
- Fujinomiya (prefettura di Shizuoka)
- Kanra (prefettura di Gunma)
- Tendō (prefettura di Yamagata)